# Borstelkoppapegaai
De borstelkoppapegaai (Psittrichas fulgidus) is een vogel uit de familie Psittaculidae (papegaaien van de Oude Wereld). De borstelkoppapegaai behoort tot het monotypische geslacht Psittrichas en is een zeldzame en bedreigde vogel die endemisch voorkomt in Nieuw-Guinea.

## Beschrijving

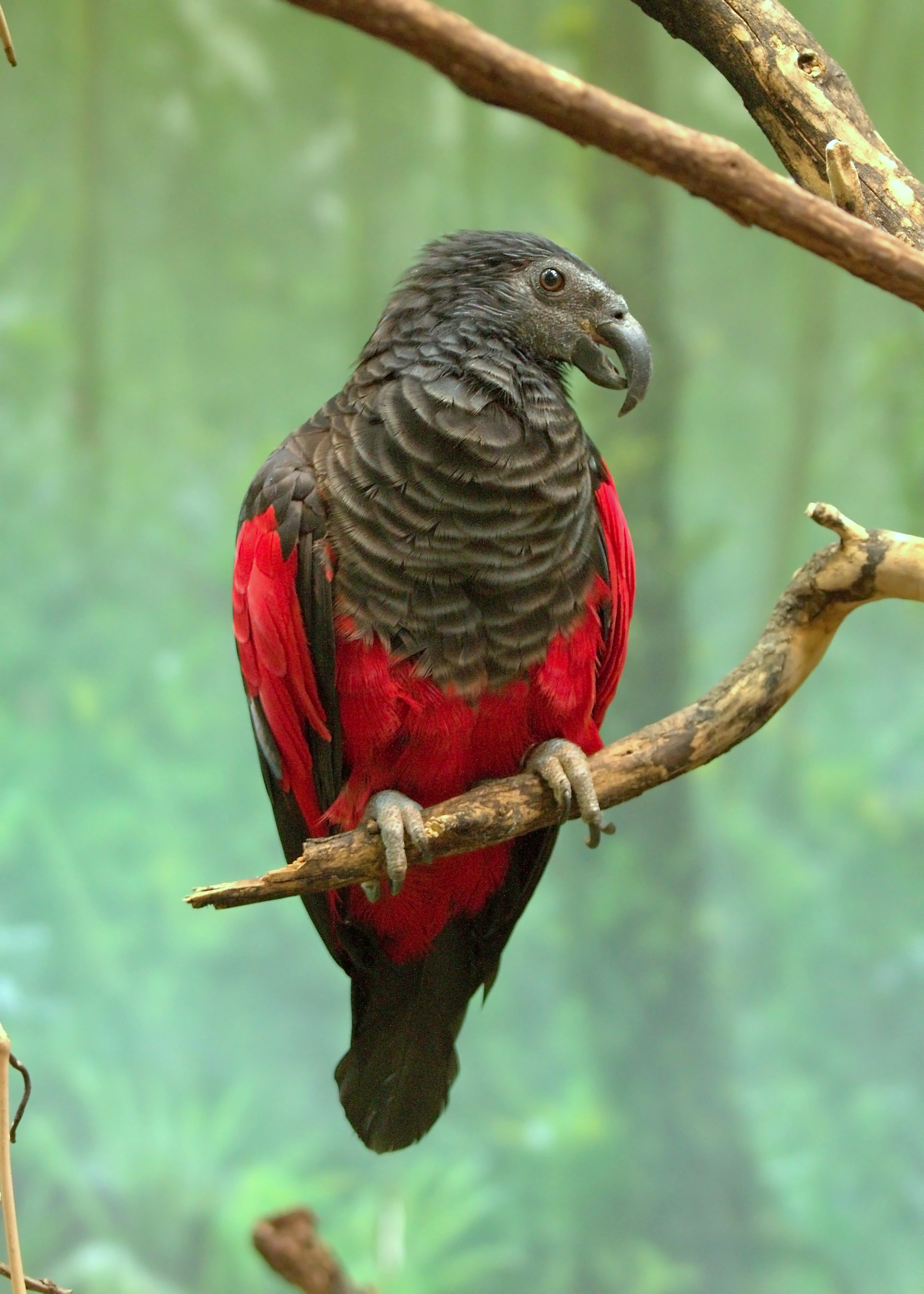
Vrouwtje borstelkoppapegaai

De papegaai is vrij fors en heeft een betrekkelijk lange nek en kleine kop. Deze papegaai heeft het formaat van een kraai, 46 cm. Het is een donkere, bijna zwarte vogel met rode buik, stuit en een rode vlek op de vleugels. Het mannetje heeft een klein rood vlekje achter het oog. Een bijzonder kenmerk is de onbevederde huid tussen het oog en de snavel. Hierdoor lijkt de papegaai een beetje op een gier. De Engelse naam Vulturine Parrot (gier-papegaai) wijst op dit kenmerk.  

## Voorkomen en leefgebied
De borstelkoppapegaai is een zeer schaarse vogel die plaatselijk voorkomt in regenwouden en heuvelland door heel Nieuw-Guinea op een hoogte van 1000 m tot 2000 m boven de zeespiegel. De vogel leeft in kleine groepen die foerageren op zacht fruit zoals zoals wilde vijgen en mango's en vruchten van schroefpalmen.

## Status als beschermd dier
In een groot aantal gebieden is de borstelkoppapegaai uitgeroeid door de jacht. De veren zijn zeer geliefd onder andere voor ceremoniële kostuums. Juist voor het toenemend toerisme worden deze kostuums nog steeds vaak gebruikt. Ook voor de (illegale) siervogelhandel is de vogel een geliefd object. Daarom is de jachtdruk nog steeds hoog en gaat achteruitgang gestaag door. Plaatselijk is deze achteruitgang goed gedocumenteerd zoals in het natuurgebied Crater Mountain in de provincie Chimbu. Ontbossing is een minder grote bedreiging omdat vijgenbomen daarbij vaak gespaard blijven. Door dit alles wordt de borstelkoppapegaai beschouwd als kwetsbare soort op de internationale rode lijst.